# Teatro óptico
El teatro óptico es una aplicación óptica desarrollada por Émile Reynaud y patentada en 1888, basada en el praxinoscopio que permite ofrecer un espectáculo a partir de la proyección de dibujos animados móviles de una duración de entre seis y quince minutos. Se utilizaba la combinación de una linterna mágica que proyectaba las imágenes en el fondo de la escena, y otra que proyectaba las figuras pintadas a mano, mediante espejos y lentes en placas en una banda de tela perforada . Este es uno de los precedentes del cinematógrafo aunque las imágenes habían de dibujarse a mano sobre la película.

## Historia
Como ya hemos visto, Reynaud proyectó imágenes en movimiento ya antes que los hermanos Lumière. Este presentó la patente de su teatro óptico el 1 de diciembre de 1888 que lo diferencia de los juguetes ópticos de la época  (Fenaquitoscopio, Zoótropo, Praxinoscopio o Zoopaxiscopio) porqué el dispositivo estaba diseñado para conseguir la ilusión de movimiento con una gran variedad y duración ilimitada de escenas reales de animación y no se limitaba solamente a la repetición continua de los mismos instrumentos
Gracias al museu Grévin de París que se comprometió a hacer los espectáculos, Reynaud se reunió con Gaston Paulin para componer las partituras originales por cada una de las Pantomimes Lumineuses, y por esta razón se podría decir que fueron de las primeras bandas sonoras del cine.
Antes de la invención del cinematógrafo de los Lumiére, Reynaud ya proyectaba sus historias animadas al público, pero como muchos autores del nombrado precine, acabó arruinado y olvidado a pesar del éxito que pudo tener en su época, y no es hasta más tarde que se descubren todos estos otros autores. Una de las razones de su corta fama fue que el tamaño de las cintas de sus películas eran demasiado grandes para poder hacer copias de las Pantomimes. Por otro lado, otro motivo del fracaso del teatro óptico fue que, al ser de funcionamiento totalmente mecánico (dependiendo de un operador) y sumándole el gran éxito que tenía en su momento (se llegaban a realizar hasta siete funciones al día), Reynaud no podía dedicar tiempo a la innovación de su invención. Así, poco a poco, otros aparatos de la época fueron superando al teatro óptico.
Sabemos que en 1913 Reynaud de lanzó al Sena con su último ejemplar de un teatro óptico aunque días más tarde iba a ser visitado por el inventor y productor francés Léon Gaumont, para comprarle el invento y donarlo al Conservatoire des Arts et Métiers

## Funcionamiento[2]

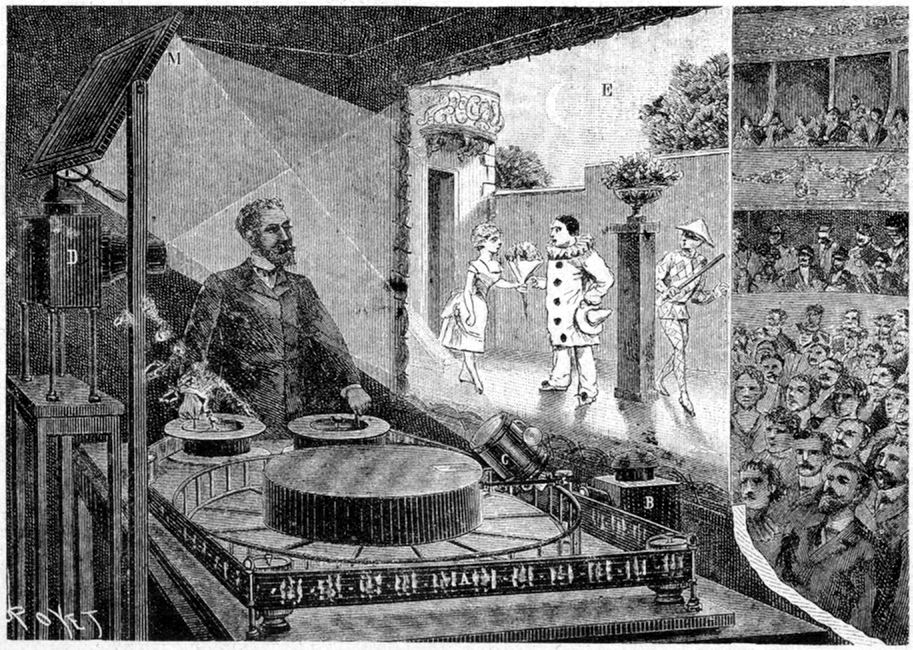
Reynaud y su Teatro Óptico.

Para hacer sus espectáculos utilizaba la combinación de dos linternas mágicas. La primera proyectaba al fondo de la escena y la segunda que proyectaba las imágenes pintadas, mediante espejos y diversas lentes, en las placas de la banda de tela perforada en dos bobinas que se movían manualmente.
Reynaud utilizaba una tira de tela, con los lados de la cinta reforzados con bandas metálicas y flexibles, de unos 70 mm con placas de goma laca protegidas con gelatina, haciendo todo el proceso de una obra muy tedioso y complicado. Las bandas tenían una perforación central entre cada uno de los dibujos para así poder conducir la película mediante el arrastre. Aunque el mecanismo se accionaba mediante un cilindro del espejo a través de una espigas. 
La cinta de la película era la tira flexible que estaba hecha de placas y se colocaba dentro de la primera bobina, entonces, la película iba avanzando por delante de la linterna mágica, guiada por las perforaciones centrales en la cinta hasta llegar al cilindro de 36 espejos giratorio. La película era recibida por una segunda bobina que el operador había de girar simultáneamente y pasaban unas 15 imágenes por segundo, dependiendo de la velocidad del operador. Mediante el fenómeno PHI se prolongaba la visualización de la imagen. La luz que llegaba a los espejos era conducida, mediante otros espejos, hasta la parte trasera de la pantalla de proyección.
Las figuras de sus representaciones las pintaba a mano en un soporte fotosensible con tintas transparentes con anilina, una técnica que ya era utilizada para los espectáculos de linterna mágica. Todo el contorno de los personajes y su soporte se pintaba con tinta negra para que la luz no pasara entre el vidrio.
Por otra parte, la decoración y el paisaje que estaba detrás de las figuras se diseñaba y pintaba en otra placa de vidrio y se proyectaba con la otra linterna mágica.
Es precisamente su funcionamiento el que no permite que se considere el primer proyector cinematográfico. El motivo es que el teatro óptico estaba formado por dos bovinas, la emisora y la receptora; y, para poderse considerar proyector, debería agruparlas en una sola. Además, otro motivo por el cual no se puede considerar proyector es el método de obtención de las imágenes; estas eran dibujadas o fotografiadas, y no registradas en movimiento.

## Pantomimes Lumineuses[3]

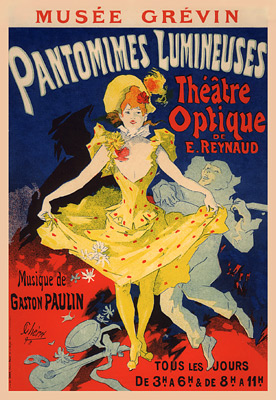
Cartel de las sesiones de "Pantomimes Lumineuses"

El primer espectáculo que incluía imágenes en movimiento se representó en el museo Grévin de París en 1892, pocos años antes que los hermanos Lumière hicieran su primera proyección. Las proyecciones de Reynaud se pueden considerar animaciones y las Pantomimes Lumineuses las primeras películas de animación de la historia. En total se hicieron más de 12.800 representaciones a las que asistieron más de medio millón de personas, hasta que cerró en 1900.
Las películas podían durar entre un minuto y medio y cinco minutos, en función de la velocidad en que el operador del teatro óptico hacía girar las bobinas, lo que suponía una mezcla entre programa grabado y entretenimiento en vivo.

### Representaciones conocidas
El primer programa presentaba tres espectáculos. El primero fue Pauvre Pierrot! con el músico Gaston Paulin en el piano y crearon una serie de partituras para las proyecciones, la cinta tenía una duración de 36 metros y 500 imágenes en total. La historia tuvo tanto éxito en su estreno en 1892 que fue una obra proyectada hasta febrero de 1894
La segunda representación era Clown et ses chiens de 22 metros y 300 imágenes, dónde el protagonista, un payaso hacia unos números de circo con sus perros.

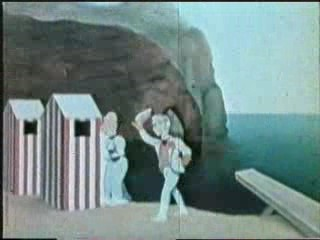
Imagen de "Autour d'une Cabine"

Finalmente, la tercera fue Un bon bock, que tenía 50 metros y contenía 700 imágenes, en ella se veía un hombre descarado que entraba en un bar y veía desaparecer su vaso de cerveza delante de él.
Posteriormente, creó otros espectáculos de los cuales se conocen el nombre del Autour d'une cabine, que explicaba la historia de una bañista molestada por un hombre desvergonzado delante de su marido. Otra obra conocida es: Un rêve au coin du feu, de 29 metros y 400 imágenes, dónde se utilizó por primera vez el uso de un flashback como elemento narrativo para explicar el pasado de la protagonista cuando su casa fue devorada por las llamas.
| Año  | Película               |
| ---- | ---------------------- |
| 1892 | Pauvre Pierrot!        |
| 1892 | Un bon bock            |
| 1892 | Clown et ses chiens    |
| 1894 | Un rêve au coin du feu |
| 1895 | Artour d'une cabine    |
| 1896 | Guillaume Tell         |
| 1897 | Le premier cigare      |

### Pauvre Pierrot!
Pobre Pierrot! (título original en francés "Pauvre Pierrot!") es un film de animación de 36 metros de largo creado por Émile Reynaud el año 1891. Esta obra fue proyectada ininterrumpidamente entre noviembre de 1892 y febrero de 1894 al Museo Grévin de París. La temática de la película se basa en la commedia dell'arte italiana. La protagonizan tres personajes: Arlequín, Colombina y Pierrot. Los dos personajes masculinos luchan para conseguir el amor de Colombina que, después de considerarlo, opta por quedarse con Arlequín. El nombre de la obra, pues, hace referencia a la tragedia de desamor que vive Pierrot.
La adaptación digitalizada de Pauvre Pierrot! dura 4:58 minutos. La película original fue entregada definitivamente el año 1928 al Conservatoire National des Arts et Métiers (CNAM).

### Autour d'une cabine[7]
Alrededor de una caseta de baño (originalmente Autour d'une cabine, en francés) es el título que recibe una cinta de dibujos animados d'Émile Reynaud. Fue pintada el año 1893 y se representó diariamente entre diciembre de 1894 y marzo de 1900. Es un film más elaborado que los precedentes: lo abría un prólogo e incluía efectos de sonido que Reynaud incorporaba con una pista electrónica sincronizada a la misma cinta. El tema de la película se centra alrededor de los bañistas de la playa, utilizando el tópico del lugar idílico. Uno de los personajes espía a una mujer que se pone el traje de baño en el cambiador, hasta que su marido le ve y le pega una patada al mirón. Una vez cerrada la disputa, la pareja entra en el mar a bañarse. 
Una parte de la cinta fue otorgada a la Cinemateca de Praga el año 1926 y el resto se vendió, por parte de la familia de Reynaud, a la Cinemathèque Francaise en 1948.